# Liolaemus fitzingerii
Espèce
Synonymes
- Proctotretus fitzingerii Duméril & Bibron, 1837
- Eulaemus affinis Girard, 1858

Statut de conservation UICN

 LC  : Préoccupation mineure
Liolaemus fitzingerii est une espèce de sauriens de la famille des Liolaemidae.

## Répartition
Cette espèce se rencontre au Chili et en Argentine. On la trouve du niveau de la mer jusqu'à 1 100 m d'altitude.

## Description
C'est un saurien ovipare.

## Étymologie
Cette espèce est nommée en l'honneur de Leopold Fitzinger.

## Publication originale
- Duméril & Bibron, 1837 : Erpétologie Générale ou Histoire Naturelle Complète des Reptiles. Librairie. Encyclopédique Roret, Paris, vol. 4, p. 1-570 (texte intégral).